# (1046) Edwin
(1046) Edwin ist ein Asteroid des Hauptgürtels, der am 1. Dezember 1924 vom belgischen Astronomen George Van Biesbroeck am Yerkes-Observatorium in Williams Bay, Wisconsin entdeckt wurde.
Benannt ist der Asteroid nach Edwin van Biesbroeck, dem Sohn des Entdeckers.